# 今村忠助
今村 忠助（いまむら ちゅうすけ、1899年2月12日 - 1954年12月16日）は、日本の政治家。衆議院議員（4期）。自由党吉田派。 

## 経歴
- 1899年（明治32年）- 長野県下伊那郡座光寺村（現飯田市）生まれ
- 旧制大成中学卒業（同期に伊能繁次郎）
- 1926年（大正15年）- 立教大学商学部卒業
- 1928年（昭和3年）- 日本大学文学部卒業
- 1937年（昭和12年）4月 - 日本大学統制部主事兼講師
- 1947年（昭和22年）- 第23回衆議院議員総選挙長野3区初当選（革新社会党）。以後4期務める。
- 1949年（昭和24年）3月 - 議院議院運営委員会理事
  - 10月 - 衆議院観光事業振興方策樹立特別委員会理事
- 1950年（昭和25年）- 衆議院議事進行係
- 1951年（昭和26年）12月11日 - 第3次吉田第2次改造内閣文部政務次官
  - 12月26日 - 第3次吉田第3次改造内閣文部政務次官
- 議員在職中の1954年（昭和29年）12月16日、死去した。55歳没。同月18日、特旨を以て位記を追賜され、死没日付をもって正五位勲三等に叙され、瑞宝章を追贈された[2]。追悼演説は同月17日、衆議院本会議で吉川久衛により行われた[3]。

## 著書
- 『世界遊記』
- 『ブラジル物語』
- 『フィリピンの性格』
- 『躍進アメリカを観る』